# Сражение при Револаксе
Сражение при Револаксе состоялось 15 (27) апреля 1808 во время Русско-шведской войны 1808—1809 годов.

## Перед сражением
После поражения полковника Кульнева при Сикайоки, командующий шведскими войсками в Финляндии, фельдмаршал Клингспор, рассчитывая на своё численное превосходство, слабость и изолированность русского передового корпуса генерала Тучкова, решил разбить его по частям.
Первоочередной целью, Клингспор наметил стоявший у Револакса отряд генерал-майора Булатова (3 батальона, 2 взвода гусар, 50 казаков и 4 орудия — всего около 1500 человек).
Для главного удара в русский правый фланг была назначена бригада Кронштедта (2000 человек), а против левого фланга — более слабый отряд Адлеркрейца.

## Ход сражения

Сражение при Револаксе

Атаку предположено произвести одновременно, рано утром 15 (27) апреля. Но Адлеркрейц подошёл к русским передовым постам ещё до рассвета. Завязалась перестрелка.
На помощь передовой линии были отправлены батальон Пермского полка и 1 орудие. Вскоре на правом крыле Булатова появился Кронштедт. Впереди его колон рассыпаны были стрелки на лыжах.
Булатов, решившись отстаивать свою позицию, расположил три роты Пермского полка левым флангом к реке, откуда показался неприятель; одной ротой занял Револакс, а батальон Могилёвского полка оставил в резерве.
Стрелки Кронштедта, двигаясь вперёд, открыли огонь. Булатов был ранен. Затем шведы атаковали Револакс и, не встретив там сопротивления (рота прикрытия отступила), направились на батальон Могилёвского полка, чтоб отрезать русским путь отступления на Сикайоки. Булатов поспешил к угрожаемому пункту с тремя ротами Пермского полка.
Прибыв на место и поставив два батальона на возвышенности, он открыл артиллерийский огонь и отбивал неприятельские атаки с фронта и справа. Но в это время на левое крыло Булатова, а также и в тыл ему двинулся Адлеркрейц, так как сражавшийся против него батальон Пермского полка, под напором превосходящих сил, отступил на Сикайоки, не предупредив о том Булатова. Кроме того, обнаружив шведов в тылу, ушёл с поля сражения и батальон из 2-й линии.
Вследствие этого Булатов был окружён противником со всех сторон. Вторично раненый, желая пробиться, он ударил в штыки; но, простреленный насквозь в грудь, упал и был захвачен в плен. Это довершило поражение русского отряда.

## Итоги сражения

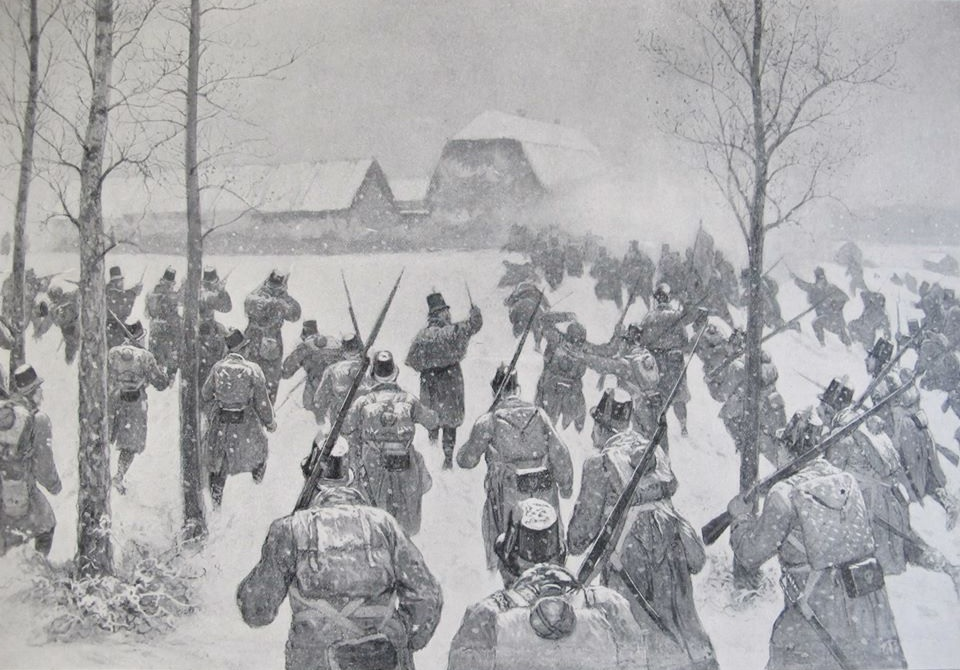
Август Мальстрём. Атака шведов под Револаксом (1898)

Всего отряд Булатова потерял 3 орудия, 9 зарядных ящиков и 487 убитыми и пленными; остальная часть отряда сумела пробиться к отряду Тучкову.
Последствия поражения при Револаксе оказались для России чрезвычайно неблагоприятны: Тучков отступил к Гамле-Карлебю, и таким образом шведам была уступлена значительная территория; дух шведского войска значительно поднялся, а финны, уверившись в возможность победить русских, всюду восстали, производя вооружённые нападения даже на значительные русские отряды.